# Irish League 1930-1931
L'Irish League 1930-1931 è stata la 37ª edizione della prima divisione del campionato nordirlandese di calcio.
Il campionato era formato da quattordici squadre e il Glentoran vinse il titolo. Non vi furono retrocessioni.

## Classifica finale
| Pos. | Squadra        | G  | V  | N | P  | GF | GS  | Punti |
| ---- | -------------- | -- | -- | - | -- | -- | --- | ----- |
| 1    | Glentoran      | 26 | 22 | 3 | 1  | 96 | 39  | 47    |
| 2    | Linfield       | 26 | 16 | 6 | 4  | 73 | 42  | 38    |
| 3    | Belfast Celtic | 26 | 16 | 4 | 6  | 75 | 52  | 36    |
| 4    | Distillery     | 26 | 15 | 4 | 7  | 82 | 46  | 34    |
| 5    | Ballymena      | 26 | 13 | 5 | 8  | 75 | 50  | 31    |
| 6    | Ards           | 26 | 11 | 5 | 10 | 68 | 69  | 27    |
| 7    | Derry City     | 26 | 10 | 4 | 12 | 50 | 61  | 24    |
| 8    | Cliftonville   | 26 | 11 | 2 | 13 | 54 | 70  | 24    |
| 9    | Portadown      | 26 | 7  | 5 | 14 | 63 | 73  | 19    |
| 10   | Bangor         | 26 | 7  | 5 | 14 | 62 | 75  | 19    |
| 11   | Glenavon       | 26 | 8  | 3 | 15 | 47 | 75  | 19    |
| 12   | Coleraine      | 26 | 6  | 6 | 14 | 48 | 56  | 18    |
| 13   | Larne          | 26 | 6  | 6 | 14 | 44 | 74  | 18    |
| 14   | Newry Town     | 26 | 4  | 2 | 20 | 45 | 100 | 10    |

G = Partite giocate; V = Vittorie; N = Nulle/Pareggi; P = Perse; GF = Goal fatti; GS = Goal subiti; 